# Lodovico Tevoli
Lodovico Tevoli (auch Ludovico Tevoli oder Lodovico Teoli; * 13. Februar 1772 in Morlupo; † 17. Oktober 1856 in Rom) war ein italienischer Kurienbischof.

## Leben
Er studierte zunächst am römischen Kolleg, das ihn am 6. Dezember 1797 zum Doktor der Theologie promovierte. Am Kolleg der Protonotare in Rom wurde er zudem am 16. März 1806 zum Doctor iuris utriusque promoviert.
Am 15. Juli 1814 war Tevoli offenbar bereits Priester und Substitut des Sekretärs der Bauhütte von Sankt Peter. Als Kanoniker der Basilika Santa Maria Maggiore wurde er am 17. Dezember 1832 zum Titularerzbischof von Athenae ernannt. Die Bischofsweihe spendete ihm am 23. Dezember desselben Jahres Pietro Francesco Galleffi, Kardinalbischof von Porto e Santa Rufina; Mitkonsekratoren waren die Erzbischöfe Giacomo Sinibaldi und Luigi Frezza. Am 7. Februar 1833 wurde Tevoli  zum Sekretär der Kongregation für Ablässe und die heiligen Reliquien ernannt, wohl aufgrund der Fürsprache von Kardinal Antonio Maria Frosini. Papst Gregor XVI. ernannte ihn im folgenden Jahr, am 23. Juni 1834, zum Apostolischen Almosenier und am 9. August 1835 zum Kanoniker des Petersdoms. Papst Pius IX. bestätigte ihn am 17. Juni 1846 in seinen Ämtern. Mit Wirkung vom 26. Juni 1850 wurde ihm Alessandro Macioti als Koadjutor zur Seite gestellt. Am 9. April 1856 wurde er von seinen Ämtern entpflichtet.